# Mahmoud Abu Warda
Mahmoud Abu Warda, né le 31 mai 1995 à Naplouse en Palestine, est un footballeur international palestinien qui joue au poste d'ailier à Al-Ittihad Tripoli.

## Biographie

### En club
Le 4 février 2024, il signe en Libye avec le club d'Al-Ittihad Tripoli.

### En sélection
Le 15 octobre 2019, il fait ses débuts avec la Palestine lors d'un match nul -0 contre l'Arabie saoudite pour les éliminatoires de la Coupe du Monde 2022.
Le 17 janvier 2020, il marque son premier but en sélection contre le Sri Lanka lors de la compétition amicale Bangabandhu Gold Cup 2020.
Le 1er janvier 2024, il est retenu dans l'équipe palestinienne pour la Coupe d'Asie 2023 au Qatar.

## Palmarès
Shabab Al-Khalil
- Vainqueur du Championnat de Palestine en 2016
- Vainqueur de la Coupe de Palestine en 2016

Markaz Balata
- Vainqueur du Championnat de Palestine en 2020
- Vainqueur de la Coupe de Palestine en 2019